# شكل محرك
يصف شكل المحرك مبادئ التشغيل الأساسية التي يتم من خلالها تصنيف محركات الاحتراق الداخلي.
غالبًا ما يتم تصنيف محركات المكبس حسب تصميم الأسطوانة والصمامات وأعمدة الكامات. وغالبًا ما يتم تصنيف محركات فانكل حسب عدد الدوارات الموجودة. أما المحركات التوربينية الغازية فيتم تصنيفها إلى محركات نفاثة وتوربوفان محركات المروحة العنفية وأعمدة توربينية.

## محركات المكبس

### تخطيط الاسطوانة

#### محركات مستقيمة / مضمنة

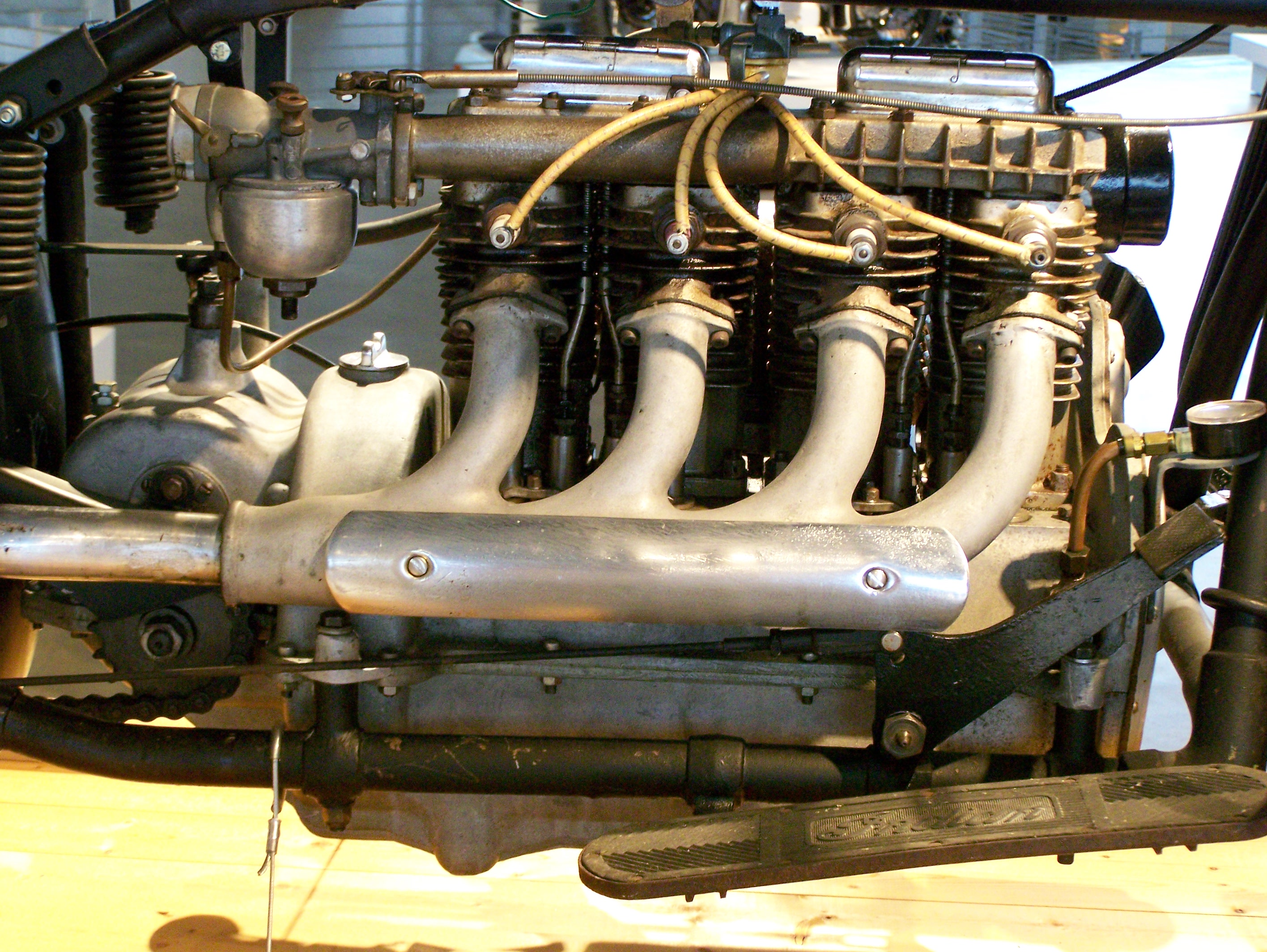
1928-1942 محرك دراجة نارية هندي رباعي على التوالي

تحتوي المحركات المستقيمة، على جميع الأسطوانات الموجودة في صف واحد على طول العمود المرفقي بدون أي إزاحة. عندما يتم تركيب محرك مستقيم بزاوية، يطلق عليه أحيانًا «المحرك المائل». تشمل أنواع المحركات المستقيمة محرك ذو أربع اسطوانات مرتبة في خط مستقيم وهو المحرك الأكثر شيوعًا للسيارات، بالإضافة إلى عدة أنواع أخرى.

#### محركات V.

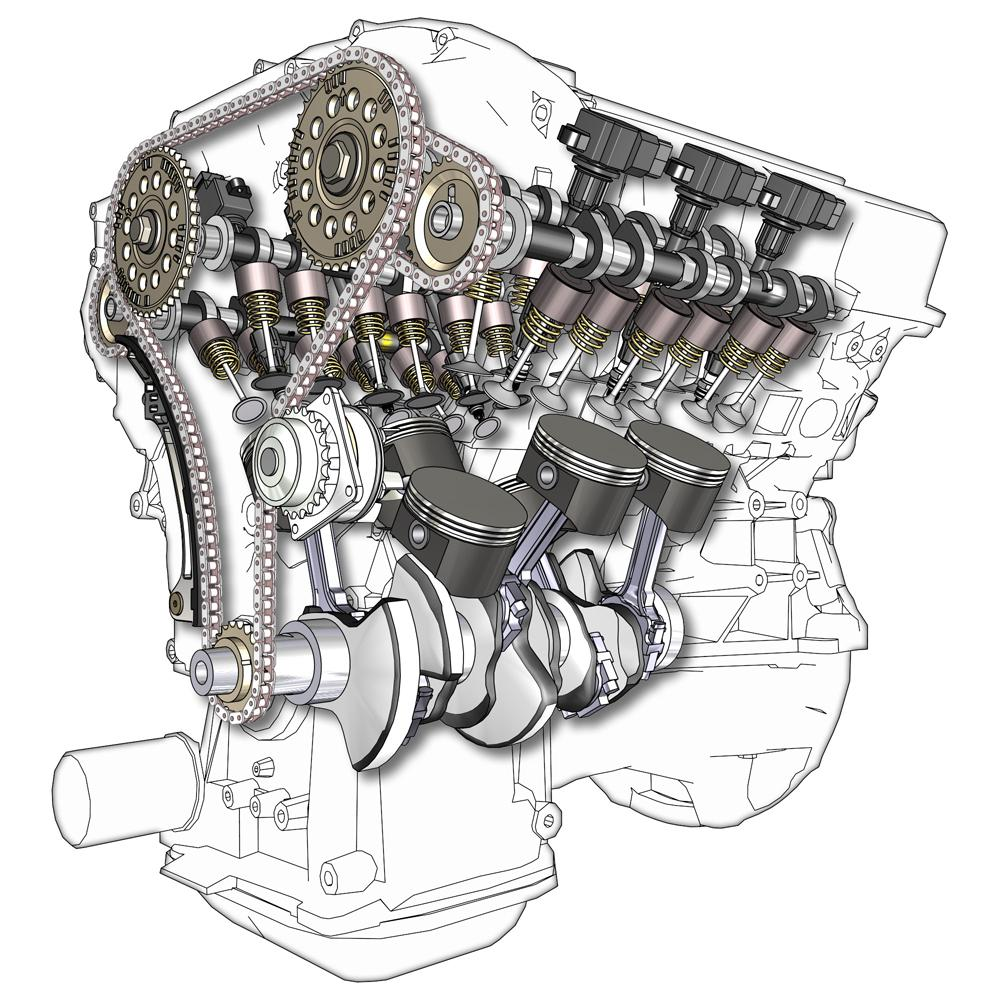
محرك V6

محركات V، والمعروفة أيضًا باسم محركات Vee، لها أسطوانات مصطفة في طائرتين منفصلتين أو «بنوك»، بحيث تبدو وكأنها على "V" عند عرضها على طول محور العمود المرفقي. تشمل أنواع محركات V أنواعًا عديدة منها محرك V-التوأم ومحرك V12 وغيرها.

#### محركات مسطحة

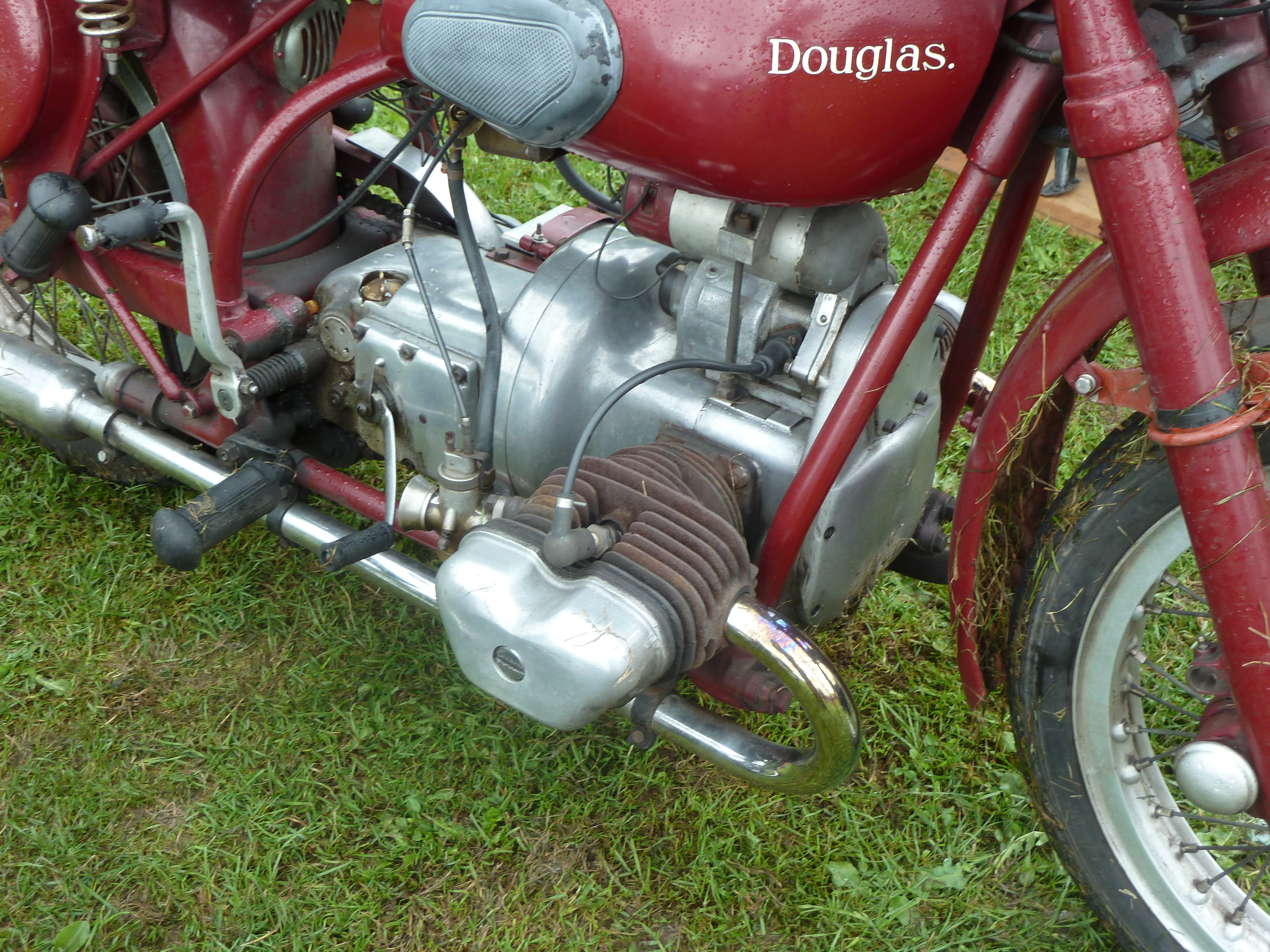
محرك دراجة نارية مزدوج مسطح دوغلاس

المحركات المسطحة، المعروفة أيضًا باسم المحركات «المتعارضة أفقيًا» أو «بوكسر»، لها أسطوانات مرتبة في ضفتين على جانبي عمود مرفقي واحد. ومن أنواع المحركات المسطحة المحرك المسطح الرباعي، وغيره.

#### محركات ذات مكبس متقابل
يشبه محرك المكبس المتقابل محركًا مسطحًا (بوكسر) في أن أزواج المكابس تكون محورية مشتركة ولكن بدلاً من مشاركة العمود المرفقي، تشترك بدلاً من ذلك في غرفة احتراق واحدة لكل زوج من المكابس. يختلف تكوين العمود المرفقي بين تصميمات المحرك المتقابلة. يحتوي أحد التصميمات على محرك مسطح/بوكسر في مركزه ويضيف مكبسًا متعاكسًا إضافيًا لكل طرف بحيث يوجد مكبسان لكل أسطوانة على كل جانب.

#### محركات X
المحرك X هو في الأساس محركان V متصلان بعمود مرفقي مشترك. هذه الطريقة كانت شائعة الاستخدام في الطائرات خلال الحرب العالمية الثانية. كانت غالبية هذه محركات V-12 موجودة تم تحويلها إلى تكوين X-24.

#### محركات يو
تتكون محركات U من محركين مستقيمين منفصلين (مكتملان بأعمدة مرفقية منفصلة) متصلة بواسطة تروس أو سلاسل. تحتوي معظم محركات U على أربع أسطوانات (أي محركان مستقيمان مدمجان)، مثل محرك شكل U.

#### محركات H.
على غرار محركات U ، تتكون محركات H من محركين مستويين منفصلين مرتبطين بتروس أو سلاسل. تم إنتاج محركات H من 4 إلى 24 أسطوانة.

#### محركات شعاعية
يحتوي المحرك الشعاعي على عمود مرفقي واحد مع أسطوانات مرتبة على شكل نجمة مستوية حول نفس النقطة على العمود المرفقي. تم استخدام هذا التكوين بشكل شائع مع 5 أسطوانات مبردة بالهواء في الطائرات.

#### محركات دلتا
يحتوي محرك دلتا على ثلاث أسطوانات (أو متعددة) لها مكابس متقابلة، محاذاة في ثلاث مستويات منفصلة أو «بنوك»، بحيث تبدو وكأنها في عند عرضها على طول محور العمود الرئيسي.

## محركات فانكل (دوارة)
يمكن تصنيف محركات وانكل (تسمى أحيانًا «المحركات الدوارة») بناءً على عدد الدوارات الموجودة. تحتوي معظم محركات فانكل المنتجة على دوّارين، ولكن تم أيضًا إنتاج محركات ذات دوّارة واحدة وثلاثة وأربعة. يمكن أيضًا تصنيف محركات وانكل بناءً على ما إذا كانت تستنشق بشكل طبيعي أو تعمل بشاحن توربيني.
معظم محركات فانكل تعمل بالبنزين، ولكن تم فحص نماذج المحركات الأولية التي تعمل بالديزل والهيدروجين.

## محركات التوربينات الغازية
عادة ما يتم فصل محركات التوربينات الغازية -التي تستخدم في الغالب للطائرات- إلى الفئات التالية:
- محرك نفاث عنفي، تنتقل الغازات عبر فوهة دافعة.
- توربوفان، الغازات تنتقل عبر مروحة أنبوبية.
- محرك مروحة عنفية، تنتقل الغازات عبر مروحة غير موصلة، وعادة ما تكون ذات درجة متغيرة.
- العمود التوربيني، توربين غازي مُحسَّن لإنتاج عزم دوران ميكانيكي بدلاً من الدفع.